# Папа Јован XVIII
Папа Јован XVIII (лат. Ioannes XVIII; умро у Риму 18. јул 1009) је био 141. папа од 25. децембра 1003. до 18. јула 1009.